# Jordporing
Jordporing, Byssoporia terrestris är en svampart som först beskrevs av Augustin Pyrame de Candolle, och fick sitt nu gällande namn av M.J. Larsen & Zak 1978. Jordporingen ingår i släktet Byssoporia och familjen Atheliaceae. Arten är reproducerande i Sverige. Inga underarter finns listade i Catalogue of Life.
Dyntaxa rekommenderar det vetenskapliga namnet Byssocorticium molliculum för denna art.
I den svenska databasen Dyntaxa används istället namnet Byssocorticium molliculum för samma taxon.  Arten är reproducerande i Sverige.

## Bildgalleri

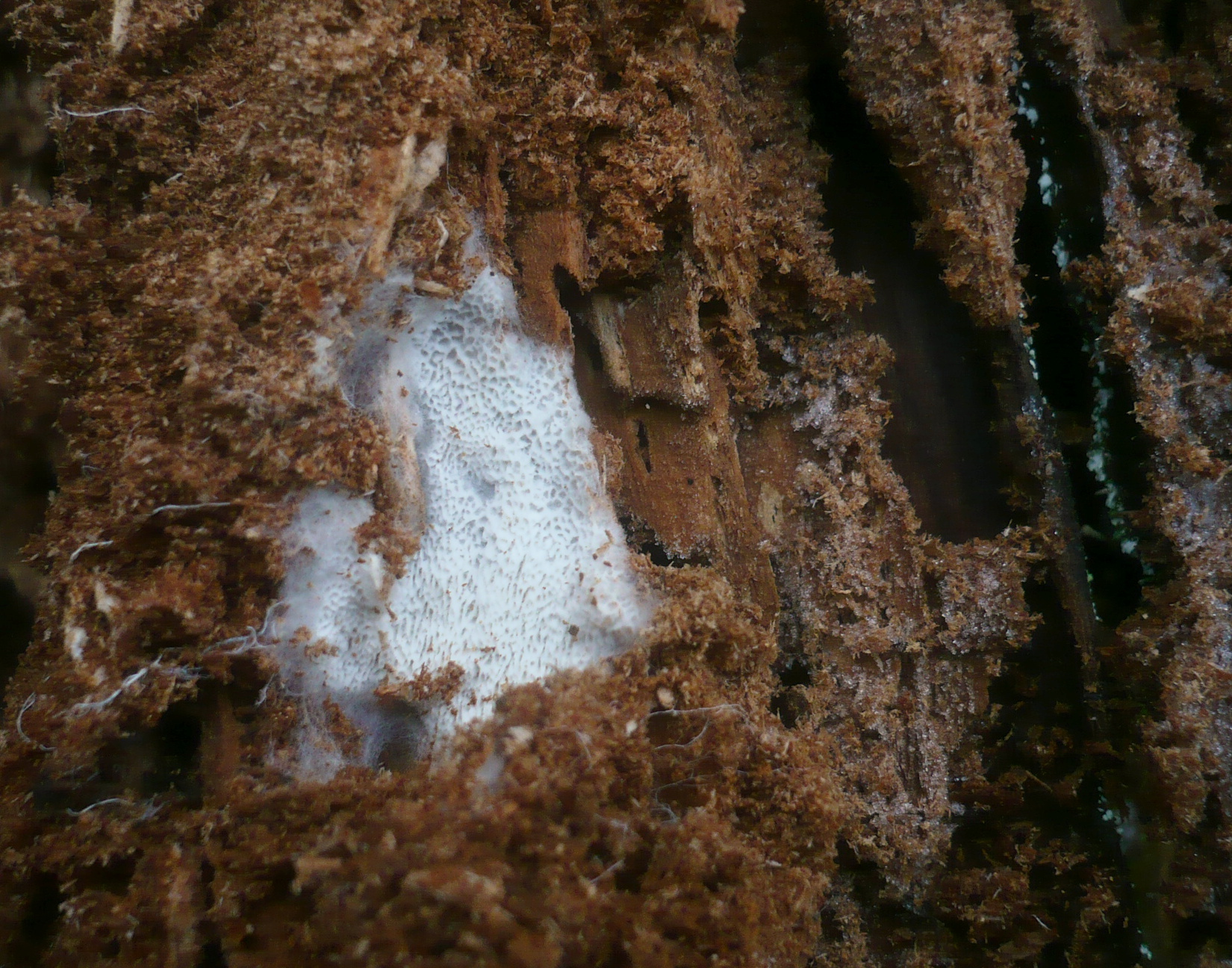
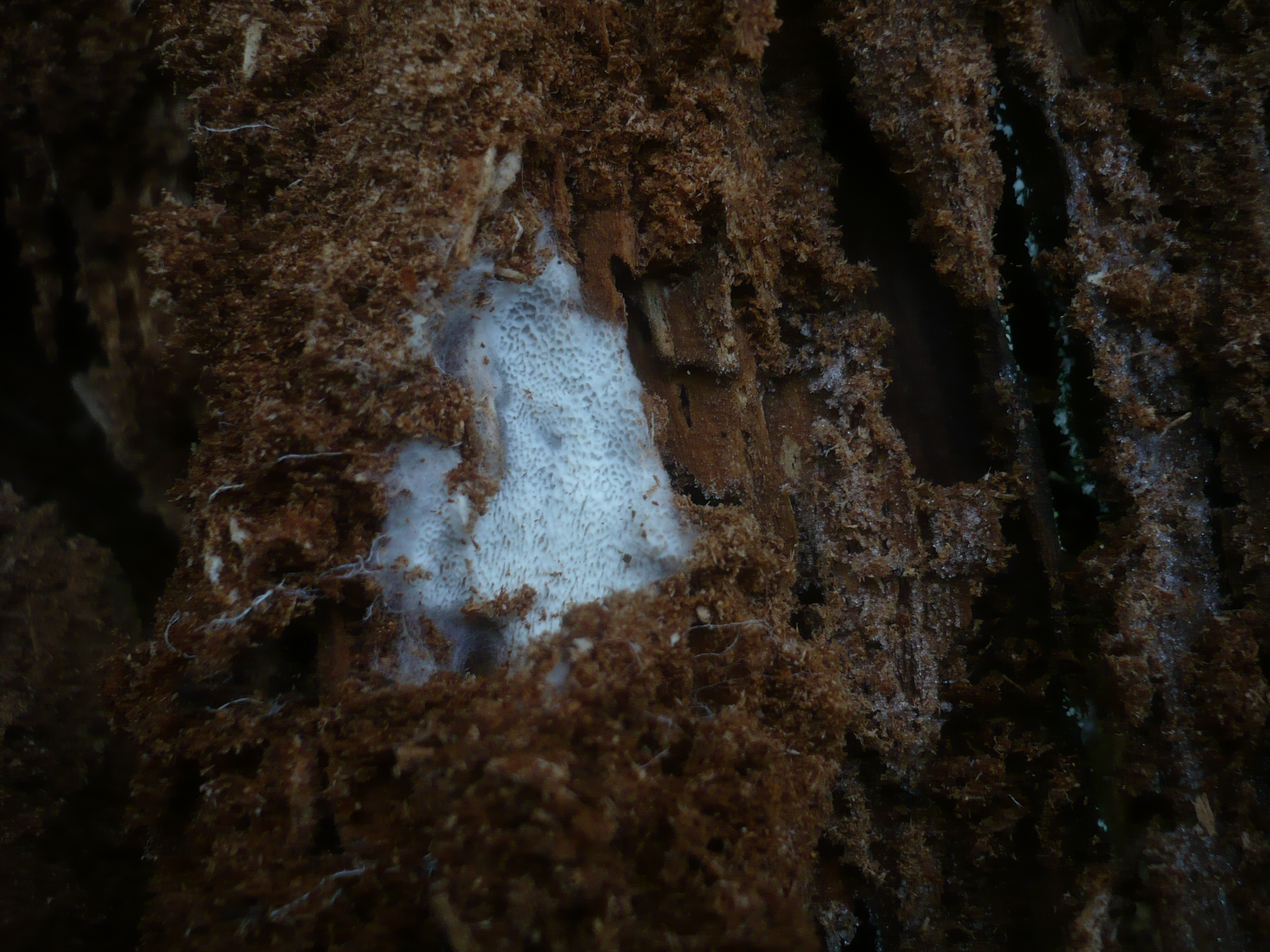